# Fernán Pérez de Oliva
Hernán o Fernán Pérez de Oliva (Córdoba, ¿1494? - Medina del Campo (Valladolid), 3 de agosto de 1531) fue un ingeniero, humanista y escritor español, tío de Ambrosio de Morales. Fue autor de los siete emblemas del patio de la Universidad de Salamanca y miembro de la escuela homónima.

## Biografía

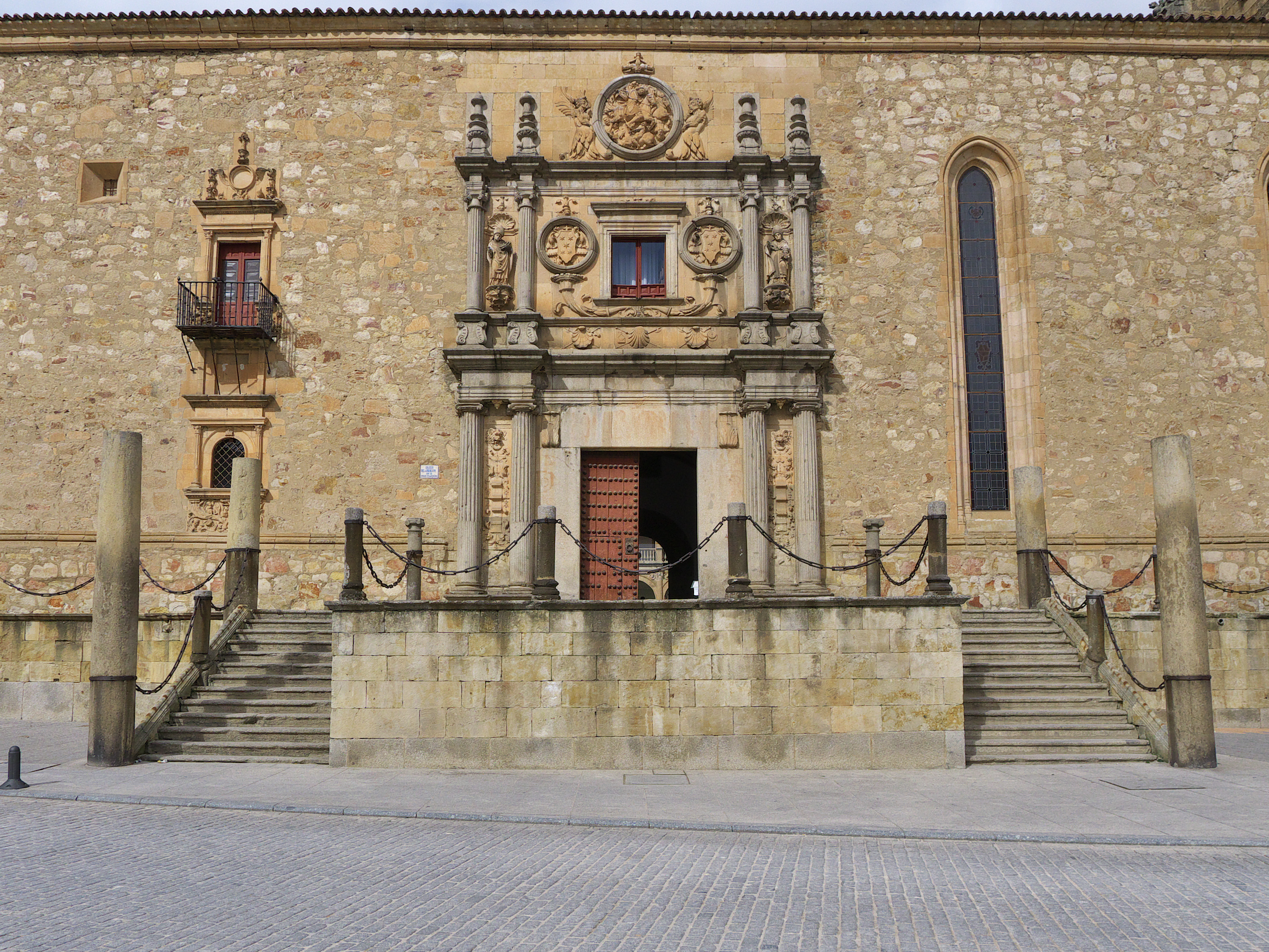
Colegio Mayor de Santiago el Zebedeo.

De noble familia andaluza, descendiente de los conquistadores de Córdoba, su padre era médico y del mismo nombre, aficionado a los libros. Cursó tres años en la Universidad de Salamanca, donde fue influido por el nominalismo de su profesor fray Alonso de Córdoba, y uno en la de Alcalá (1511-1512). Después amplió conocimientos en el extranjero: dos años en París (donde tuvo como profesor a Juan Martínez Silíceo, uno de los protagonistas de sus diálogos) y tres en Roma, donde el papa León X le protegió y le otorgó una pensión. Volvió a París entre 1518 y 1519 y allí dio clases hasta 1523. En 1524 aparece su Muestra de la lengua castellana en el nacimiento de Hércules, adaptación de la comedia de Plauto Anfitrión. En 1525 estuvo en Sevilla, donde entregó un ejemplar a Hernando Colón. Por entonces este le debió encargar el manuscrito de la Historia de la invención de las Indias que le entregó y es una adaptación del relato latino de las Décadas De Orbe Novo de Pedro Mártir de Anglería, al que siguió la adaptación (truncada) de la conquista de México por Hernán Cortés a partir de las Cartas de relación de este último, textos ambos inéditos hasta mediados del siglo XX.
Fue catedrático de filosofía (filosofía natural y filosofía moral) y teología y rector (1529) de la Universidad de Salamanca y murió en plena juventud. Su labor en la universidad se inclinó hacia las ciencias experimentales: hacia 1530, desde su cátedra salmantina, se ocupó, según propia declaración, de "cosas muy nuevas y de grandísima dificultad, cuales han sido los tratados que yo he leído a mis oyentes escritos De opere intellectus, De lumine et specie, De magnete y otros do bien se puede haber conocido qué noticia tengo de la filosofía natural". Sus obras quedaron inéditas a su muerte, pero su sobrino, el también humanista Ambrosio de Morales, las editó en Córdoba en 1586.
Escribió comedias inspiradas en el teatro clásico, en realidad traducciones en una prosa excelente. La venganza de Agamenón es un arreglo de la Electra de Sófocles; la Hécuba triste imita la Hécuba de Eurípides y su Comedia de Anfitrión es una adaptación del Anfitrión de Plauto.
Como humanista resulta muy moderno porque valoró muy positivamente la ciencia y la tecnología. Escribió bastantes diálogos, entre los que destacan Dialogus inter Siliceum, Arithmeticam et Famam y el muy famoso Diálogo de la dignidad del hombre (escrito antes de 1531), publicado y continuado por Francisco Cervantes de Salazar en 1546 y traducido al italiano y al francés. En él, de forma parecida a como hizo Pico della Mirandola en el diálogo homónimo, afirmó que el hombre es un proyecto de hacerse a sí mismo, no una naturaleza prefijada, y que "el libre albedrío es aquel por cuyo poderío es el género humano señor de sí mismo y cada hombre tal cual él quisiere hacerse", de forma que nuestros artificios (inventos, recursos técnicos) son gloria del hombre y manifiestan su valor intrínseco. Dejó sin terminar un Diálogo del uso de las riquezas y un Diálogo de la castidad. También escribió discursos, esto es, lo que llamaríamos ahora ensayos, como el Discurso sobre la lengua castellana. De carácter más doctrinal son un Razonamiento sobre la navegación por el Guadalquivir (1524) y un Tratado en latín sobre la piedra imán muy moderno, ya que llegó incluso a imaginar la posibilidad de utilizar el magnetismo para la comunicación a distancia entre personas. Autobiográfico es su Rasonamiento que hizo en Salamanca el día de la lición de oposición a la cátedra de Philosophia moral. Hizo algunos intentos en el campo de la historia y, por los índices de la Biblioteca Colombina, se sabe que escribió una biografía de Cristóbal Colón que se ha perdido y que, como pensó Bartolomé José Gallardo, tal vez utilizó su hijo Fernando Colón como fuente para componer su mendaz Historia del S.D. Fernando Colombo; Nelle quali s’ha particolare, e vera relatione della vita, e de’fatti dell’ Ammiraglio D. Cristoforo Colombo, suo padre. Et dello scoprimento, ch’egli fece dell’Indie Occidentali, dette Mondo Nuovo, hora possedute del Sereniss. Re Católico: Nuevamente di lingua Spagnnola tradotte nell’Italiana del S. Alfonso Ulloa. Venecia, 1571.
Ocasionalmente compuso algunos poemas, como Lamentación al saqueo de Roma, puesta en boca de Clemente VII, en que adopta la forma de una elegía en coplas de pie quebrado.

## Obras
- Las obras del maestro Fernán Pérez de Oliva, Córdoba, 1586
- Teatro, ed. C. George Peale, Córdoba, Real Academia de Córdoba, 1976
- Cosmografía nueva, ed. de C. Flórez Miguel, P. García Castillo, J. L. Fuertes Herreros y L. Sandoval Ramón, Salamanca, Universidad, 1985
- El “Razonamiento de la navegación del Guadalquivir” de Fernán Pérez de Oliva, ed. de Pedro Ruiz Pérez, Córdoba, Ayuntamiento, 1988
- Historia de la invención de las Yndias. Historia de la conquista de la Nueva España, ed. de Pedro Ruiz Pérez, Córdoba, Universidad, 1993
- Diálogo de la dignidad del hombre. Discursos, ed. de M.ª L. Cerrón Puga, Madrid, Cátedra, 1996.